# 22921 Siyuanliu
22921 Siyuanliu este un asteroid din centura principală de asteroizi.

## Descriere
22921 Siyuanliu este un asteroid din centura principală de asteroizi. A fost descoperit pe 2 octombrie 1999 la Socorro, New Mexico, în cadrul proiectului LINEAR. Asteroidul prezintă o orbită caracterizată de o semiaxă mare de 2,28 ua, o excentricitate de 0,13 și o înclinație de 7,6° în raport cu ecliptica.